# Сами (поэт)
Чайнрай Бачумал Даттарамани Сами известный как Сами (искажённое — Свами — наставник, учитель) урду سامی‎;
1743, Шикарпур, Синд, Империя Великих Моголов (ныне Пакистан) — 1850, там же) — индо-пакистанский суфийский поэт, мистик, один из выдающихся авторов стихов на языке синдхи.

## Биография
Родился в зажиточной семье торговца тканями. Женился в раннем возрасте. Работал торговым агентом. Много странствовал по Западной Индии и Средней Азии.
Встретившись однажды с известным проповедником философии индуизма Свами Венгхраджем стал последователем веданты, считающей целью бытия достижение изначального тождества индивидуального духовного начала (атман) и высшей реальности и причины всего существующего (брахман).
Последователь крупнейшего поэта классического периода синдхской литературы — Шаха Абдула Латифа Бхитая, создавшего «Книгу Шаха».
Вместе с поэтом Сачалом Сармастом синтезировал в своём творчестве санскритскую и персидскую поэтику, ввели в синдхскую поэзию жанры доха, шлока, сур, ваи (кафи).
В своих стихах, написанных шлоками, излагает основные идеи веданты. Творческое наследие Сами включает в себя некоторые перифразы из сочинений многих индусских поэтов-бхактов и мусульманских суфиев.
Утверждая единую сущность индуизма и ислама, поэт призывает слушателей избавиться от эгоизма, гнева, высокомерия и религиозной ограниченности, проповедует равенство и братство, отказ от земной корысти ради духовного совершенства.